# Ка деј Прати (Ферара)
Ка деј Прати (итал. Ca' dei Prati) је насеље у Италији у округу Ферара, региону Емилија-Ромања.
Према процени из 2011. у насељу је живело 11 становника. Насеље се налази на надморској висини од 7 м.